# Євген
Євге́н (грец. Ευγένιος від ευγενής — «благородний», пор. «євгеніка») — чоловіче ім'я. Форма в православних святцях — Євгеній.
Жіноча форма — Євгенія.
По батькові: Євгенович, Євгенівна; Євгенійович, Євгеніївна

## Іменини
Православні Іменини (дати за григоріанським календарем):
- 21 січня, 31 січня
- 3 лютого, 25 лютого, 26 лютого
- 4 березня, 10 березня, 20 березня
- 3 серпня, 31 серпня
- 20 вересня, 23 вересня
- 8 жовтня, 29 жовтня
- 11 листопада, 20 листопада, 24 листопада
- 7 грудня, 23 грудня, 26 грудня

Католицькі іменини:
- 8 січня
- 4 березня
- 21 травня
- 2 червня
- 8 липня
- 6 вересня
- 30 грудня

## Форми імені
Євген;
церковна форма: Євгеній, 
народні форми: Ївген, Івжен, Югин, 
пестливі форми: Євгенко, Євгенчик, Евґенійко, Евґенійчик,
Розмовні форми: Женько, Женьчик,  Женьок, Женьо, Жеко, Евґеньо, Ґеньо та інші.

## Відомі носії
- Гребінка Євген Павлович (2 лютого 1812–1848) — письменник, педагог, видавець
- Маланюк Євген Филимонович — український письменник
- Євген Коновалець (14 червня 1891, Зашків — 23 травня 1938, Роттердам) — полковник Січових стрільців, начальний командант УВО, провідник Організації Українських Націоналістів
- Євген Онацький (13 січня 1894, Глухів — 27 жовтня 1979) — провідний діяч Організації Українських Націоналістів, громадський діяч, журналіст і науковець
- Чикаленко Євген Харлампійович (9 грудня 1861 — 20 червня 1929), визначний громадський діяч, меценат української культури, агроном, землевласник, видавець, публіцист.
- Сверстюк Євген Олександрович (13 грудня 1928, село Сільце Ковельського району на Волині — 1 грудня 2014, Київ) — доктор філософії, редактор газети «Наша віра», президент Українського пен-клубу.
- Гуцало Євген Пилипович (14 січня 1937 - 4 липня 1995)— український письменник, журналіст, поет і кіносценарист.

### Вигадані персонажі
Юджин Крабс ― один з головних героїв мультсеріалу Губка Боб Квадратні Штани. Власник ресторану «Красті Крабс».